# Volvo F85
Volvo F84/F85/F86 — серия среднетоннажных грузовых автомобилей, выпускавшихся шведским автопроизводителем Volvo Trucks в 1965—1979 годах.

## Volvo F84/F85
Автомобиль Volvo F85 был представлен в 1965 году. С 1968 по 1974 год производился также вариант Volvo F84 без усилителей рулевого управления.
В 1976 году автомобиль был модернизирован и получил название Volvo F85S.

## Volvo F86
Автомобиль Volvo F86 производился с 1965 года. От моделей Volvo F84 и Volvo F85 автомобиль отличается новой восьмиступенчатой трансмиссией, новым двигателем и деталями. Также модель производилась в Шотландии.
В 1973 году автомобиль был модернизирован путём замены радиаторной решётки. В 1976 году была улучшена кабина водителя.

## Двигатели
| Модель  | Годы производства | Двигатель          | Объём    | Мощность            | Тип                                      |
| ------- | ----------------- | ------------------ | -------- | ------------------- | ---------------------------------------- |
| F84/F85 | 1965—1976         | Volvo D50: I6 ohv  | 5130 см3 | 117 л. с. (86 кВт)  | Дизельный двигатель внутреннего сгорания |
| F84/F85 | 1965—1976         | Volvo TD50: I6 ohv | 5130 см3 | 165 л. с. (121 кВт) | Турбодизель                              |
| F86     | 1965—1979         | Volvo D70: I6 ohv  | 6724 см3 | 150 л. с. (110 кВт) | Дизельный двигатель внутреннего сгорания |
| F86     | 1965—1979         | Volvo TD70: I6 ohv | 6724 см3 | 210 л. с. (154 кВт) | Турбодизель                              |
| F85S    | 1977—1978         | Volvo TD60: I6 ohv | 5479 см3 | 180 л. с. (132 кВт) | Турбодизель                              |